# Dessinateur d'ameublement
Le dessinateur d'ameublement établit des représentations graphiques de meubles, présentant le meuble à la fois le meuble esthétiquement et techniquement. Le dessin peut être réalisé manuellement ou à l'aide de l'informatique.
Cette représentation peut être artistique : le dessinateur doit avoir un sens développé des proportions et une bonne connaissance de l'histoire de l'art. Il maîtrise les techniques de la perspective, de l'éclatement, de la coloration, etc.
Cette représentation est aussi technique : le dessinateur doit avoir un sens des formes et de la matérialisation dans l'espace. Il est le plus souvent à l'échelle 1.
Les dessins peuvent être à la fois à destination du client (présentation avant fabrication) et de l'atelier de fabrication (plan de construction). Le dessinateur a donc connaissance de la pratique de construction afin de choisir les procédés de fabrication, les matériaux possibles et adaptés...
Ainsi, le métier de dessinateur d'ameublement regroupe dessin technique/industriel et dessin d'art. Il travaille en collaboration avec les artisans procédant à l'étape de fabrication.